# Hypopleuron
Hypopleuron is een monotypisch geslacht van straalvinnige vissen uit de familie van naaldvissen (Ophidiidae).

## Soort
- Hypopleuron caninum Smith & Radcliffe, 1913